# Saison 13 de Doctor Who - Épisodes spéciaux
Chronologie
Saison 13 60e Anniversaire - Spéciaux
Cet article présente les épisodes spéciaux rattachés à la treizième saison de la seconde série télévisée Doctor Who.

## Synopsis
Après la fin des évènements du Flux dans la saison précédente, le Treizième Docteur repart pour d'ultimes aventures face aux Daleks dans une boucle temporelle ou encore face aux Démons des Mers (Sea Devils en VO) à la recherche d'un trésor et enfin face au Maître, aux Daleks, Cybermen et Cybermasters en compagnie de Yaz et Dan pour finir par se régénérer à la fin de cette bataille finale pour elle.

## Distribution

### Acteurs principaux
- Jodie Whittaker : Treizième Docteur
- Mandip Gill : Yasmin Khan
- John Bishop : Dan Lewis

### Acteurs secondaires
- Jonny Dixon : Karl Wright (Spécial Nouvel An)
- Nadia Albina : Diane Curtis (Spécial Pâques)
- Craige Els : Chef Démon des Mers/Marsissus (Spécial Pâques)
- Janet Fielding : Tegan Jovanka (Spécial Centenaire de la BBC)
- Sophie Aldred : Ace (Spécial Centenaire de la BBC)
- Bradley Walsh : Graham O'Brien (Spécial Centenaire de la BBC)
- Bonnie Langford : Mel Bush (Spécial Centenaire de la BBC)
- Katy Manning : Jo Grant (Spécial Centenaire de la BBC)
- William Russell : Ian Chesterton (Spécial Centenaire de la BBC)
- Jemma Redgrave : Kate Stewart (Spécial Centenaire de la BBC)
- Sacha Dhawan : Le Maître (Spécial Centenaire de la BBC)
- Jacob Anderson : Vinder (Spécial Centenaire de la BBC)
- Patrick O'Kane : Ashad/Le Cyberman Solitaire (Spécial Centenaire de la BBC)
- David Bradley : Premier Docteur (Spécial Centenaire de la BBC)
- Peter Davison : Cinquième Docteur (Spécial Centenaire de la BBC)
- Colin Baker : Sixième Docteur (Spécial Centenaire de la BBC)
- Sylvester McCoy : Septième Docteur (Spécial Centenaire de la BBC)
- Paul McGann : Huitième Docteur (Spécial Centenaire de la BBC)
- Jo Martin : Le Docteur fugitif (Spécial Centenaire de la BBC)
- David Tennant : Quatorzième Docteur (Spécial Centenaire de la BBC)

## Production

### Réalisation
| Block | Épisode(s)                                           | Réalisateur.trice  | Scénariste(s)               | Producteur.trice     |
| ----- | ---------------------------------------------------- | ------------------ | --------------------------- | -------------------- |
| 1     | Le Réveillon des Daleks (Spécial Nouvel An)          | Annetta Laufer     | Chris Chibnall              | Sheena Bucktowonsing |
| 2     | La Légende des Démons des Mers (Spécial Pâques)      | Haolu Wang         | Ella Road et Chris Chibnall | Nikki Wilson         |
| 3     | Le Pouvoir du Docteur (Spécial Centenaire de la BBC) | Jamie Magnus Stone | Chris Chibnall              | Nikki Wilson         |

## Diffusion

### Résumé des épisodes
| N° Hist. | N° Ep. | Titre                          | Réalisé par        | Écrit par                   | Diffusion originale | Diffusion française (Sur NRJ12) | Audience |
| --- | ------ | ------------------------------ | ------------------ | --------------------------- | ------------------- | ------------------------------- | -------- |
| 298 | 1      | Le Réveillon des Daleks        | Annetta Laufer     | Chris Chibnall              | 1er janvier 2022    | 21 septembre 2022               | 4.40     |
| Le soir du Nouvel An, Nick arrive à ELF Storage pour déposer un jeu de Monopoly au grand désarroi de Sarah, la propriétaire. Le Docteur, Yaz et Dan tentent de réinitialiser le TARDIS pour supprimer les dommages et les anomalies causés par le Flux, dans l'intention de passer du temps sur une plage. Au lieu de cela, il atterrit dans ELF Storage et provoque une boucle temporelle. Nick termine dans son box de stockage, mais en sortant, il est exterminé par un Dalek qui tue ensuite Sarah et l'équipage du TARDIS. La boucle se réinitialise alors lorsque l'équipage commence à soupçonner quelque chose d'étrange. Ensemble, ils doivent trouver un moyen de s'échapper du complexe avant que la boucle temporelle ne se ferme. Alors que les Daleks chassent le Docteur, une équipe d'exécution de Dalek se rassemble et fait progresser ses tactiques à chaque boucle. Ils rencontrent de nombreuses choses étranges que Jeff, l'employé de Sarah, conserve dans le complexe, notamment des boîtes de feux d'artifice et d'explosifs puissants. Alors que la boucle se ferme, le groupe se déplace de manière imprévisible pour déjouer les Daleks jusqu'à ce qu'ils les incitent à tirer sur les boîtes de feux d'artifice, détruisant les installations ELF et les Daleks tout en facilitant la fuite du Docteur. Ils regardent le feu d'artifice qui s'ensuit après avoir survécu à la boucle temporelle. |        |                                |                    |                             |                     |                                 |          |
| 299 | 2      | La Légende des Démons des Mers | Haolu Wang         | Ella Road et Chris Chibnall | 17 avril 2022       | 21 septembre 2022               | 3.47     |
| Des anomalies géomagnétiques provoquent l'atterrissage du TARDIS en Chine en 1807, après quoi le Docteur, Yaz et Dan rencontrent la reine pirate Madame Ching et le jeune villageois Ying Ki, après que Madame Ching ait accidentellement libéré de son emprisonnement un Démon des Mers déchaîné nommé Marsissus. Madame Ching révèle à Dan et Ying qu'elle recherche le trésor perdu du légendaire marin Ji-Hun. Le Docteur et Yaz découvrent que Ji-Hun a apparemment conclu un pacte avec les Démons des Mers mais qu'il a été trahi. Ils infiltrent le repaire sous-marin des Démons des Mers, les bluffant pour qu'ils inspectent le navire reconstruit de Ji-Hun, et trouvent et libèrent Ji-Hun de la chambre de stase à bord. Le Docteur apprend que la clé de l'emprisonnement de Marsissus est le joyau de Ying qu'il a hérité du coéquipier de confiance de Ji-Hun et sont nécessaires aux Démons des Mers pour inonder et coloniser la Terre. L'équipage du TARDIS, Ching, Ying et Ji-Hun engagent les Démons des Mers dans un combat à l'épée. Le Docteur utilise la gemme pour perturber les plans des Démons des Mers, mais Ji-Hun se sacrifie pour assurer le succès du sabotage. Ching récupère le trésor, tandis que Dan tente de créer des liens avec Diane et que le Docteur et Yaz commencent à discuter de leurs sentiments l'une pour l'autre.                                                         |        |                                |                    |                             |                     |                                 |          |
| 300 | 3      | Le Pouvoir du Docteur          | Jamie Magnus Stone | Chris Chibnall              | 23 octobre 2022     | 28 décembre 2022                | 5.30     |
| Le Docteur et ses compagnons sauvent un train spatiale à grande vitessel d'une attaque de Cybermaîtres, mais Dan est presque tué, alors il se sépare pour retourner à sa vie. Un Dalek renégat contacte le Docteur, affirmant que les Daleks doivent être détruits. Kate Stewart informe que de célèbres œuvres d'art ont été dégradées par le Maître et que des sismologues ont été enlevés. Retrouvant Tegan Jovanka et Ace, le Docteur apprend le plan du Maître, de ses Cybermaîtres et des Daleks pour mettre fin à l'humanité en déclenchant la lave des volcans du monde entier. Le Docteur est attiré par le renégat Dalek, laissant les Daleks la capturer. Le Maître envoie un Ashad miniaturisé à Tegan, qui fait office de portail pour amener les Cybermen à UNIT. Les Daleks emmènent le Docteur chez le Maître en 1916, qui la force à se régénérer en lui. Une IA hologramme du Docteur amène Ace à rencontrer Graham O'Brien pour détruire la machine volcanique, Tegan pour détruire le convertisseur Cyberman, et Yaz et Vinder pour forcer le Maître à annuler la régénération forcée du Docteur. Le Maître blesse mortellement le Treizième Docteur, la faisant se régénérer en Quatorzième Docteur, qui découvre qu'il a retrouvé la forme de sa dixième incarnation. |        |                                |                    |                             |                     |                                 |          |

### Liste des épisodes

#### Spécial Nouvel An:Le Réveillon des Daleks
- Royaume-Uni : 1er janvier 2022 sur BBC One

- France : 21 septembre 2022 sur NRJ12

- Royaume-Uni : 4,30 millions de téléspectateurs (première diffusion)

#### Spécial Pâques:La Légende des Démons des Mers
- Royaume-Uni : 17 avril 2022 sur BBC One
- France : 21 septembre 2022 sur NRJ12

- Royaume-Uni : 3,47 millions de téléspectateurs (première diffusion)

#### Spécial Centenaire de la BBC:Le Pouvoir du Docteur
- Royaume-Uni : 23 octobre 2022 sur BBC One
- France : 28 décembre 2022 sur NRJ12